# Домари
Язык домари — язык цыган-дом и некоторых родственных им этнических групп. Относится к индоарийской ветви индоевропейских языков.
Язык домари разделяется на диалекты:
- Наввари (Сирия, Ливан, Израиль, Палестина, Египет)
- Курбати/Горбати (Сирия, Иран, Ирак)
- Хелеби (Египет, Ливия, Тунис, Алжир, Марокко, Судан)
- Карачи (Турция, Иран, Кавказ)
- Мараши (Турция)
- Бараке (Сирия)
- Чури-вали (Афганистан)
- Домаки и Вогри-боли (Индия)

Также, считается, что язык люли происходит от домари, хотя в данный момент и является скорее этнолектом таджикского.
Литературной формы языка или его диалектов не существует. Для записи используется арабская письменность.

## Происхождение
Предположительно, домы исходят из индийской кочевой касты – на это указывают наиболее характерные изоглоссы домарского языка, относящие его к центральной группе индоарийских языков (близок хинди, панджаби и гуджарати). Точно определить район первоначального заселения на сегодняшний момент затруднительно, так как домы слишком давно покинули свою территорию.

#### Наиболее характерные изоглоссы, связывающие домари с индоарийскими языками
| Фонет.переход | санскрит | домари    | перевод   |
| ṛ > u,i       | mṛṣṭaḥ   | (na)mišta | ʻбольнойʼ |
| kṣ >k         | akṣi     | iki       | ʻглазʼ    |
| sm>m          | tusme    | itme      | ʻвыʼ      |
| y>dž          | yuvatiḥ  | džuwir    | ʻженщинаʼ |

Как и цыганский, домари сохранил некоторые архаичные фонетические черты: 
 1) сочетания согласных: st, št, dr

 2) дентальные согласные в этимологически интервокальной позиции,

а также, как и цыганский, характеризуется новыми явлениями:

 3) озвончение дентальных после n 

 4) восстановление спряжения в прошедшем времени у глаголов при помощи энклитических личных суффиксов

 5) развитие агглютинативных падежных окончаний 

 6) появление глагольных маркеров временной удаленности

 Черты 1-3 роднят домари с северо-западной веткой индоарийской группы.

## Тип выражения грамматических значений и границы между морфемами
Домари принадлежит к смешанному морфологическому типу, сочетая в себе черты аналитизма (так выражаются дейктическая референция и большая часть локативных отношений) и синтетизма (валентностные отношения, глагольное субъектно-объектное согласование); смешанным образом выражаются модальность, время и вид глагола. 
 На уровне морфологической структуры различается старый слой флективной морфологии 
(падежное маркирование существительных, маркеры вида и субъектно-объектного согласования у глагола, притяжательно-объектное
согласование у существительных, локативные показатели) и новообразующийся слой агглютинации 
(глагольная деривация и категория времени), также флективному характеру изменения подвержены множественные заимствования из арабского (сохраняют арабское словоизменение).
domiya mr-i 

женщина.ном умирать:прош-ж.ед 

ʻЖенщина умерла.ʼ
gar-om kamk-am 

идти:прош-1.ед работать-сосл.1.ед 

ʻЯ пошел работать.ʼ
zara šanš-i-r-m-ek 

мальчик.ном рядом-ед.косв-2.ед-лок-пред.м.ед 

ʻближайший к тебе мальчикʼ

## Тип маркирования
В предикации маркирование вершинное, 
в посессивных конструкциях – двойное.
kury-o-s kažž-as-k 

дом.ном-ед.ном.-3.ед человек-м.ед-абл (показатель 3.ед присваивается независимо от числа и лица посессора) 

ʻдом человекаʼ
amа t-ird-o-m kury-i-s-ma bar-o-m-ki 

я.ном класть-прош-1.ед-наст дом-ед.косв-3.ед-лок брат-ед.ном-1.ед-абл 

ʻЯ поселился в доме моего брата.ʼ

## Ролевая кодировка
Домари относится к аккузативным языкам, в отличие от многих современных индоарийских языков (например, хинди, урду), обладающих эргативным строем. 
 Косвенным падежом маркируется пациенс переходного глагола; пациенс непереходного, а также агенсы кодируются номинативом.
ama wiš-naw-id-om lamb-e 

я.ном гореть-кауз-прош-1.ед лампада-косв.ж 

ʻЯ зажег лампаду.ʼ 

lamba wiš-ī-r-i 

лампада.ном гореть-кауз-прош-ж 

ʻЛампада горела.ʼ 

kapi ban-y-ari 

дверь.ном закрыть-Итр-3.ед 

ʻДверь закрывается.ʼ 

## Базовый порядок слов
SVO. Прилагательное обычно в постпозиции по отношению к существительному, с которым согласуется, в посессивных конструкциях вершина всегда находится в препозиции.

## Просодия
Характерные слоговые структуры: CV, CVC 

Место ударения определяется морфологически. 

Ударение падает: 
 1. на последний слог основы, если следом нет грамматического показателя 
 2. на показатель рода/числа, посессивные личные окончания, личные показатели предлогов, 
 субъективные согласовательные показатели глагола, постпозитивные синтетические приглагольные маркеры отрицания.
Безударные показатели: показатели косвенных падежей, показатель времени, энклитический объектный показатель.